# 平田梨奈
平田梨奈（日語：平田 梨奈，1998年7月16日—），日本女子團體AKB48前成員，美國亞利桑那州出生、日本福岡縣長大，AKB48在籍時隸屬經紀公司為AKS。

## 經歷
2011年2月20日，平田參加AKB48第12期生徵選最終審査合格。5月22日，以第12期生出道，初次出席公開活動。2012年3月27日，作為AKB48代表之一，前往華盛頓DC参加櫻花節的公演，並和成員宮澤佐江，高城亞樹，訪問華盛頓小學Strong John Thomson Elementary School與小朋友們展開互動交流活動。10月22日，參加Team B 5th Stage「劇場的女神」公演的最終場公演。
2013年4月28日，在AKB48團臨時總會～黑白分明！～演唱會最终日宣布升格Team K。2014年2月24日，在AKB48集團大組閣祭被宣布移至Team B。
2016年7月16日，於AKB48劇場《我的太陽公演》中宣布即將畢業的消息。8月24日，出演畢業公演後畢業。

## 人物
- 美國亞利桑那州出生，兒時於福冈县久留米市長大。至12歲小學畢業才和母親搬遷往東京。家中除了雙親，另有一個弟弟。[1]
- 英語比日語流利，不擅長記憶日語歌詞。曾在Google+推出「30秒英語會話教室」教學單元[3]。CNN在2012年1月13日播出的《ASIA TALK》秋元康特集中，即由平田代表向CNN介紹AKB48。
- 怕打針，每年AKB48的預防流感注射會當中，她定必是逃兵。而且要被隊友攙扶下完成。

## 音樂作品

### 單曲CD選拔曲
- 《風正在吹》
  - 蕾たち - Team 4+研究生名義
- 《GIVE ME FIVE!》
  - ユングやフロイトの場合 - スペシャルガールズC名義
- 《仲夏的Sounds good!》
  - 3つの涙 - スペシャルガールズ名義
- 《格子花紋》
  - あの日の風鈴 - ウェイティングガールズ名義
- 《UZA》
  - 大人への道 - 研究生名義
- 《永遠的壓力》
  - 私たちのReason
- 《So long !》
  - 強い花 - 研究生名義
- 《再見自由式》
  - LOVE修行 - 研究生名義
- 《真心電流 》
  - 細雪リグレット - Team K名義
- 《倘若在梧桐樹的路上對你說「我夢見了你的微笑」之後我們的關係會有什麼樣的變化呢、我兀自持續想了好多天最後有點難為情地得到了一個結論》
- 《拉布拉多獵犬》
  - Bガーデン - Team B名義
- 《希望無限》
  - ロンリネスクラブ - Team B名義

### 專輯CD選拔曲
- 《1830m》
  - ミニスカートの妖精
  - さくらんぼと孤独 - 研究生名義
  - 青空よ 寂しくないか? - AKB48+SKE48+NMB48+HKT48名義
- 《未來軌跡》
  - 共犯者 - Team K名義
- 《這裡是羅德斯島、在這裡跳吧！》
  - 僕たちのイデオロギー
  - To goで - Team B名義

## 戲劇作品

### 電視劇
- 馬路須加學園4 （2015年1月20日 - 3月31日、日本電視台）- 飾 黑船（クロフネ）

## 電視節目
- 《關8比賽中─柔軟女王第5回No.1》（2014年4月5日；朝日電視台）
- 《iDOLL交遊Show》（2018年1月28日；EMPaエンタメTV）（與大和田南那和梅田綾乃共演）

## 外部連結
- （日語）AKB48官網個人介紹頁 （页面存档备份，存于）
- （日語）平田梨奈 Google+ （页面存档备份，存于）
- （日語）平田梨奈的X（前Twitter）
- （日語）平田梨奈的Instagram帳戶
- 平田梨奈RinaHirata的新浪微博